# Brigitte Gratien
 (septembre 2024).
Si vous disposez d'ouvrages ou d'articles de référence ou si vous connaissez des sites web de qualité traitant du thème abordé ici, merci de compléter l'article en donnant les références utiles à sa vérifiabilité et en les liant à la section « Notes et références ».
Brigitte Gratien, née en 1945, est directrice de recherche au CNRS (université Lille-III).
Elle est une spécialiste de la Nubie antique et de l'archéologie soudanaise. Elle dirige notamment la mission française de Gism el-Arba depuis 1994.